# ケン・サンダース
ケン・サンダース（1946年9月8日 - ）は、日本の男性俳優、声優、ナレーター、歌手。神奈川県横浜市出身。81プロデュース所属。

## 人物
趣味・特技は新極真空手（指導）、イラスト。

## 出演作品

### 映画
- 自動車泥棒（1964年、東宝） - ゼニガメ（混血児ブラック）
- 帰ってきた狼（1966年、日活） - イチ
- 893愚連隊（1966年、東映） - ケン
- みな殺しの拳銃（1967年、日活） - チコ
- 紅の流れ星（1967年、日活） - カビ
- 裏切りの暗黒街（1968年、東映） - ジミー
- 小さなスナック（1968年、松竹） - 飯田
- 燃える大陸（1968年、日活） - ダニー
- ザ・タイガース 華やかなる招待（1968年、東宝） - 番長
- 血染の代紋（1970年、東映） - ジョージ
- 夕陽が呼んだ男（1970年、松竹） - 仲川
- 女番長 野良猫ロック（1970年、日活） - ケリー藤山
- 高校さすらい派（1970年、松竹） - トミイ
- バツグン女子高生 そっとしといて16才（1970年、東宝） - マック
- 新網走番外地 吹雪のはぐれ狼（1970年、東映） - ジョージ・サンダース
- 麻薬売春Gメン 恐怖の肉地獄（1972年、東映） - 国夫
- 東京湾炎上（1975年、東宝） - キファル[3]

### テレビドラマ
- 二十年目の収穫（1965年、NTV）
- 鎖（1966年、ABCテレビ）
- 夏のわかれ（1968年、THK）
- 空に真赤な雲のいろ（1968年、NET）
- 秘密指令883 第14話「黒いカーブ」（1968年、CX / 大映テレビ室）- ケン
- キイハンター（TBS）
  - 第31話「フーテン族 強奪作戦」（1968年）
  - 第122話「殺し屋候補生 No.1」（1970年） - トム
  - 第140話「人殺しあの手この手」（1970年）
- 東京バイパス指令（NTV）
  - 第19話「基地の狼」（1969年）
  - 第37話「ライフル魔」（1969年）
- プレイガール（12ch）[注釈 1]
  - 第25話「女殺し昭和元禄」（1969年）
  - 第54話「女の蕾に手を出すな」（1970年） - ジョー坂本
  - 第63話「女が全身濡れるとき」（1970年）
- 火曜日の女シリーズ  逃亡者－この街のどこかで－（1970年、大映テレビ室・日本テレビ） -佐々木太郎
- 天下御免（1971年、NHK）
- 夏からの手紙（1972年、THK）
- ワイルド7 第12話「悪魔のライダー」（1972年、NTV） - 黒木
- 木枯し紋次郎 第2シリーズ 第8話「獣道に涙を棄てた」（1973年、CX） - 太吉

### テレビナレーション
- ぐるぐるナインティナイン
- とんねるずのみなさんのおかげでした
- シネマの贈り物
- 火の玉スポーツ列伝
- レディジョーカー

### CMナレーション
- 三共「リゲイン」
- サントリー「デカビタC」
- タカラ缶チューハイ「スキッシュ」
- 任天堂「ポケモンカード」

### テレビアニメ
- こちら葛飾区亀有公園前派出所（2003年、怪盗103号）

### ゲーム
- クーロンズゲート（1997年、ミスター・チェン）
- 零 zero（2001年）[4]
- ボーダーブレイク（2009年、老練タイプ「ゲルト」）
- Dの食卓2（1999年、黒魔術師）

### オーディオブック
- 天地明察（2015年、水戸光国）
- デスペラード ブルース（2020年、司時貞[5]）

### 吹き替え

#### 映画
- バニシング・ポイント（スーパーソウル）※TBS版

#### アニメ
- きかんしゃトーマス（ディーゼル、シドニー〈代役〉）※テレビ東京、NHK版
  - きかんしゃトーマス みんなあつまれ!しゅっぱつしんこう
  - きかんしゃトーマス ミスティアイランド レスキュー大作戦!!
  - きかんしゃトーマス ディーゼル10の逆襲
  - きかんしゃトーマス ブルーマウンテンの謎
  - きかんしゃトーマス キング・オブ・ザ・レイルウェイ トーマスと失われた王冠
  - きかんしゃトーマス 走れ!世界のなかまたち
  - きかんしゃトーマス チャオ!とんでうたってディスカバリー!!
  - きかんしゃトーマス おいでよ!未来の発明ショー!

### 人形劇
- こどもにんぎょう劇場「セロひきのゴーシュ」

## ディスコグラフィ
- 悲しき願い （1965年11月 シングル（B面は「エブリシングス・オール・ライト」）
- 悲しき戦場 （1966年3月 シングル（B面は「明日なき世界」）
- ワンナイト・ワンキッス （1966年5月 シングル（B面は「ロンリー・ガール」）
- 渚のメロディ （1969年7月 シングル（B面は「ネバー・ネバー」）